# Condado de Hamilton (Iowa)
El condado de Hamilton (en inglés: Hamilton County, Iowa), fundado en 1856, es uno de los 99 condados del estado estadounidense de Iowa. En el año 2000 tenía una población de 16 438 habitantes con una densidad poblacional de 11 personas por km². La sede del condado es Webster City.

## Geografía
Según la Oficina del Censo, el condado tiene un área total de 1496 km² (577,6 mi²), de la cual 1494 km² (576,8 mi²) es tierra y 2 km² (0,8 mi²) es agua.

### Condados adyacentes
- Condado de Wright norte
- Condado de Hardin este
- Condado de Story sureste
- Condado de Boone suroeste
- Condado de Webster oeste

## Demografía
En el 2000 la renta per cápita promedia del condado era de $38 658, y el ingreso promedio para una familia era de $45 771. El ingreso per cápita para el condado era de $18 801. En 2000 los hombres tenían un ingreso per cápita de $30 579 contra $23 595 para las mujeres. Alrededor del 6.30% de la población estaba bajo el umbral de pobreza nacional.
| 1900   | 1910   | 1920   | 1930   | 1940   | 1950   | 1960   | 1970   | 1980   | 1990   | 2000   |
| ------ | ------ | ------ | ------ | ------ | ------ | ------ | ------ | ------ | ------ | ------ |
| 19 514 | 19 242 | 19 531 | 20 978 | 19 922 | 19 660 | 20 032 | 18 383 | 17 862 | 16 071 | 16 438 |

## Lugares

### Ciudades y pueblos
- Blairsburg
- Ellsworth
- Jewell Junction
- Kamrar
- Randall
- Stanhope
- Stratford
- Webster City
- Williams

### Principales carreteras
- Interestatal 35
- U.S. Highway 20
- U.S. Highway 69
- Carretera de Iowa 17
- Carretera de Iowa 175